# スヴラン
スヴラン （Sevran）は、フランス、イル＝ド＝フランス地域圏、セーヌ＝サン＝ドニ県のコミューン。
かつてはペイ・ド・フランス地方（fr）の小村であったが、1960年代から1970年代の人口流入で、40年もたたないうちに人口が倍増した。

## 地理
スヴランはパリの北東約18kmの地点にある。ペイ・ド・フランス地方の南端にあたり、高い割合で都市化されている。村はモレ川沿いにあったが、現在川は暗渠化され地下を流れている。

## 由来
7世紀以前のスヴランの名は、Ceb.randaまたはCaput Arantaeと記されていた。7世紀以降、この地域の領主であったエルメントルドの望みで名が Ciperenteou Ceperenteと記された。8世紀にはCeverentとなった。18世紀終わりには、CevranまたはSevranのつづりに分かれていた。20世紀になってSevranのつづりが定着した。

## 歴史

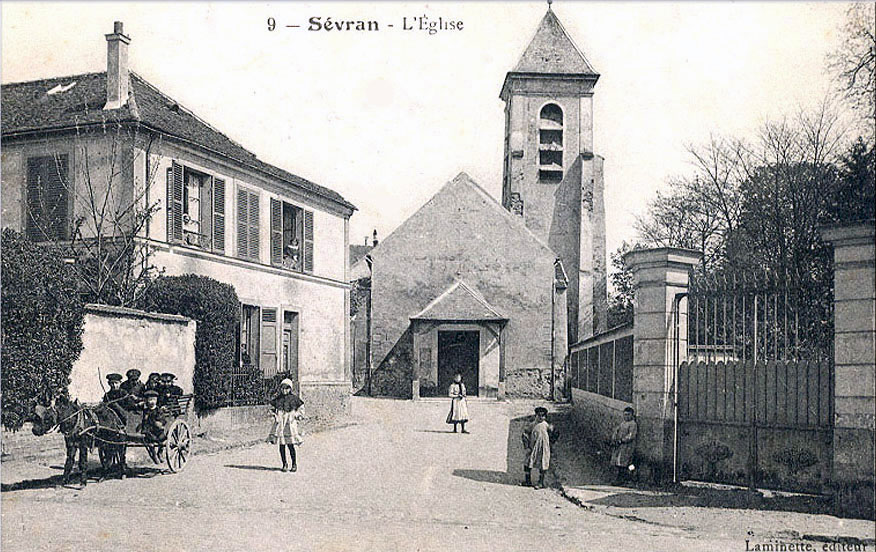
1900年頃のスヴラン

1060年、サン＝マルタン＝デ＝シャン修道院の修道士がスヴランの地に定住した。1083年頃、手数料はパリ司教の家臣ユー・ド・ダンマルタンに支払われていた。
村は穀物生産で生計を立て繁栄していた。1563年には、修道士たちが村のすべての住民のために畑地の権利を保護していた。しかし、16世紀から17世紀は収穫が乏しく飢饉となってしまった。
1569年、サン＝マルタン＝デ＝シャン修道院はスヴランの荘園をシャルル・マウへ売却した。手数料を集める権利は、サンリスのサン＝ニコラ・ダシ修道院によって、マウ家のジャンとジョスランへ売却された（サン＝マルタン＝デ＝シャン修道院に依存する修道院であった）。
1643年、スヴランに城が建てられた。
フランス革命は村に何の影響も及ぼさず、ナポレオン1世はウルク運河（fr）の建設を要請し1822年より運用が始まった。
19世紀の運河や鉄道の登場は、村の風景の様相を一変させた。これら2つを軸として、多くの企業が人々に仕事を提供した。ウェスティングハウスやコダックがこれにあたる。1870年の普仏戦争でスヴランは荒廃し、人もまばらになった。
1915年以後、アルメニア人大虐殺を逃れて多数のアルメニア人がスヴランに移住してきた。同様に、1930年代から1950年代までイタリア人移住者がスヴランに定住して大きなコミュニティーをつくった。スヴラン第3の外国人コミュニティーは、第二次世界大戦後によりよい生活を求めて移住してきたポーランド人たちであった。
第二次世界大戦中は、レジスタンスが活発に活動した。連合国軍に解放されたのは1944年8月28日であった。
1950年代から、スヴラン北部で急速な都市化が進んだ。畑は次第に消滅した。1970年代には工業団地やビジネス・エリアが誕生した。
20世紀半ばから、以前とは異なり、アフリカ系移民が多数押し寄せた。現在のコミューン内には50以上の外国人コミュニティーがある（パキスタン、アフリカ、ベトナム、ルーマニアなど）。
1990年代、ウェスティングハウスとコダックの工場が閉鎖された。現在、コミューンの雇用を生み出しているのはビジネスパークの企業である。

## 交通
- 鉄道 - RER B線スヴラン-ボードット駅、スヴラン-リヴリー駅。他にトラム4号線のルージュモン-シャントルー駅、フランヴィル-スヴラン駅がある。

## 姉妹都市
- アクジュージト、モーリタニア

## 出身者
- ジャン＝フィリップ・マテタ - サッカー選手